# Reicher Stil

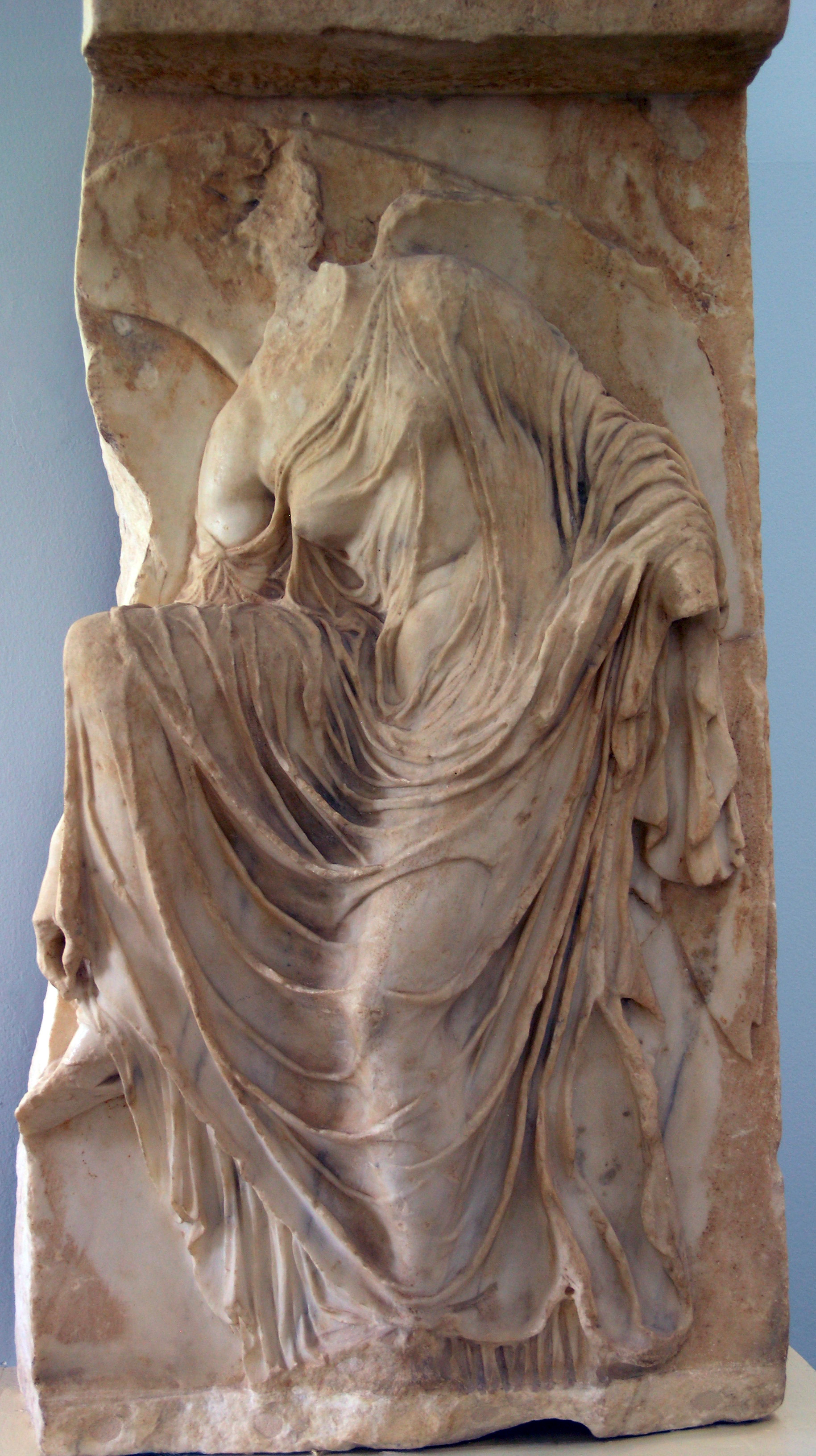
Sandalen gürtende Nike, Teil der Nike-Balustrade vom Niketempel in Athen, um 420/10 v. Chr.

Reicher Stil bezeichnet in der griechischen Kunst der Antike eine Stilform, die etwa in den Jahren 430/20 v. Chr. aufkam und bis ca. 400/390 v. Chr. reichte. Im Grunde bedeutet sie eine Art Manierismus der hochklassischen Zeit. Charakteristisch sind bei der Bekleidung ein überreicher Faltenwurf in einer geradezu spielerischen Bewegtheit, ein überreicher Dekor. Hierzu gehören auf der Akropolis in Athen die Figuren des Frieses am Niketempel und die Karyatiden oder Koren des Erechtheions. Auch die Nike des Paionios, die sich vor dem Zeustempel in Olympia befand, gehört zeitlich und stilistisch hierher. Neben Paionios sind vor allem Alkamenes und Agorakritos in ihren Spätwerken, insbesondere aber Kallimachos mit seinem allerdings schwer zu fassenden Werk als typische Vertreter des Reichen Stils in der Bildhauerei zu nennen.
Nicht nur in der Plastik äußert sich dieser Stil. Von der Farbigkeit des Dekors, der sich im Reichen Stil entfaltete, vermittelt die gleichzeitige griechische Vasenmalerei einen gewissen Eindruck, wobei vermutlich die ornamentale Gestaltung vornehmlich Träger der Farbigkeit war. In der Vasenmalerei, in der der Reiche Stil auch als ornate style bezeichnet wird, gibt es zudem erstmals Versuche einer dreidimensionalen Darstellung, mit der eine räumliche Illusion erzeugt werden soll.